# Alexandre Meireles do Canto e Castro
Alexandre Bento de Meireles de Távora do Canto e Castro (Angra do Heroísmo, 10 de Março de 1827 — Lisboa, 11 de Novembro de 1896), mais conhecido por Alexandre Meireles de Távora, foi um magistrado judicial, jornalista e escritor que se distinguiu como magistrado na administração colonial portuguesa.

## Biografia
Foi filho de Luís de Meireles do Canto e Castro e de Francisca Paula Merens de Noronha e Távora, casal proprietário de uma grande casa vincular, incluindo dezenas de morgadios, pertencente à mais importante aristocracia da ilha Terceira, e irmão de André Francisco de Meireles de Távora do Canto e Castro. O pai foi apoiante do miguelismo, tendo feito parte do Governo Provisório que se formou em Angra após o contra-golpe absolutista de 1823. Estudou em Paris onde seu pai, Luís Meirelles do Canto e Castro, se exilara.
Foi bacharel em Direito (1854) e doutor (1858) pela Universidade de Coimbra, enveredando pela magistratura judicial no quadro adstrito às colónias portuguesas. Fez uma brilhante carreira como delegado no ultramar, em Timor, Macau (1866), Quelimane (1867) e Angola (1870-1874). Foi promovido a juiz do Tribunal da Relação de Goa (1880-1895). 
Em 1895 voltou a Portugal, nomeado juiz do Tribunal da Relação de Lisboa, cargo em que faleceu. Foi ainda jornalista e professor universitário. Nunca deixou de se interessar pelas questões açorianas, sendo um defensor acérrimo da manutenção da Relação dos Açores e defensor do primeiro movimento autonomista.
Faleceu juiz de segunda instância na Relação de Lisboa. Foi proprietário e editor do Jornal das Colónias, periódico que se publicou em Lisboa.
Era fidalgo cavaleiro da Casa Real e foi feito comendador da Ordem de Nossa Senhora da Conceição de Vila Viçosa.

## Obra publicada
- Alexandre Meyrelles de TAVORA, A Liga Açoriana, Loanda, Typographya Lusa-Africana, 1892.